# Нокс, Томас, 3-й граф Ранфёрли
Томас Нокс, 3-й граф Ранфёрли ( англ. Thomas Knox, 3rd Earl of Ranfurly; 13 ноября 1816 — 20 мая 1858) — ирландский пэр и член Палаты общин. Он носил титул учтивости — виконт Нортленд с 1840 по 1858 год.

## Происхождение и образование
Родился 13 ноября 1816 года. Старший сын Томаса Нокса, 2-го графа Ранфёрли (1786—1858), и его жены Мэри Джулианы Стюарт (? — 1866), дочери Уильяма Стюарта, архиепископа Армы, и Софии Маргарет Пенн (дочь Томаса Пенна и внучка Уильяма Пенна, основателя Пенсильвании)..
Он получил образование в колледже Святого Иоанна в Кембридже.

## Карьера
Томас Нокс, виконт Нортленд, сменил своего отца и заседал в Палате общин Великобритании от Данганнона с 1838 по 1851 год. В феврале 1851 года он ушел в отставку с должности стюарда Чилтернской сотни из-за плохого здоровья. Ему наследовал его младший брат Уильям Нокс, заседавший в Палате общин от Дунганнона с 1851 по 1874 год.
21 марта 1858 года после смерти своего отца Томас Нокс унаследовал титул 4-го барона Уэллса из Данганнона (графство Тирон), а также титул 3-го графа Ранфёрли, титул 3-го барона Ранфёрли из Рамфорли (графство Ренфру), и титул 4-го виконта Нортленда из Данганнона (графство Тирон). Он носил графский титул всего два месяца и умер 20 мая 1858 года.

## Личная жизнь
10 октября 1848 года он женился на Гарриет Римингтон (26 ноября 1824 — 16 марта 1891), дочери Джеймса Римингтона и Сары Уорд. У супругов было трое детей:
- Томас Гренвиль Генри Стюарт Нокс, 4-й граф Ранфёрли (28 июля 1849 — 10 мая 1875), умерший неженатым[5].
- Леди Агнес Генриетта Сара Нокс (1851 — 29 декабря 1921), в 1870 году вышедшая замуж за Ньюджента Мюррея Уитмора Дэниела[5].
- Юктер Джон Марк Нокс, 5-й граф Ранфёрли (14 августа 1856 — 1 октября 1933)[6] , в 1880 году женившийся на достопочтенной Констанс Элизабет Колфилд, дочери Джеймса Колфилда, 7-го виконта Чарлмонта, и достопочтенной Аннетты Хэндкок (дочь 3-го барона Каслмейна)[5].

Лорд Ранфурли скончался 20 мая 1858 года, и его титулы унаследовал его старший сын Томас. После его смерти в военной экспедиции в Абиссинии в возрасте 25 лет титулы перешли к младшему сыну 3-го графа, Ухтеру. Его вдова, вдовствующая леди Ранфёрли, умерла 16 марта 1891 года . 5-й граф продал Нортленд-хаус в Данганноне и другие владения семьи в графстве Тирон в 1927 году из-за «высокого послевоенного налогообложения».